# Mount Frankland National Park
Mount Frankland National Park är en park i Australien. Den ligger i kommunen Manjimup och delstaten Western Australia, omkring 320 kilometer söder om delstatshuvudstaden Perth. Arean är 374 kvadratkilometer.
Trakten runt Mount Frankland National Park är nära nog obefolkad, med mindre än två invånare per kvadratkilometer..
I omgivningarna runt Mount Frankland National Park växer i huvudsak städsegrön lövskog. Genomsnittlig årsnederbörd är 1 113 millimeter. Den regnigaste månaden är maj, med i genomsnitt 188 mm nederbörd, och den torraste är februari, med 15 mm nederbörd.